# Petruskirche (Waldenhausen)

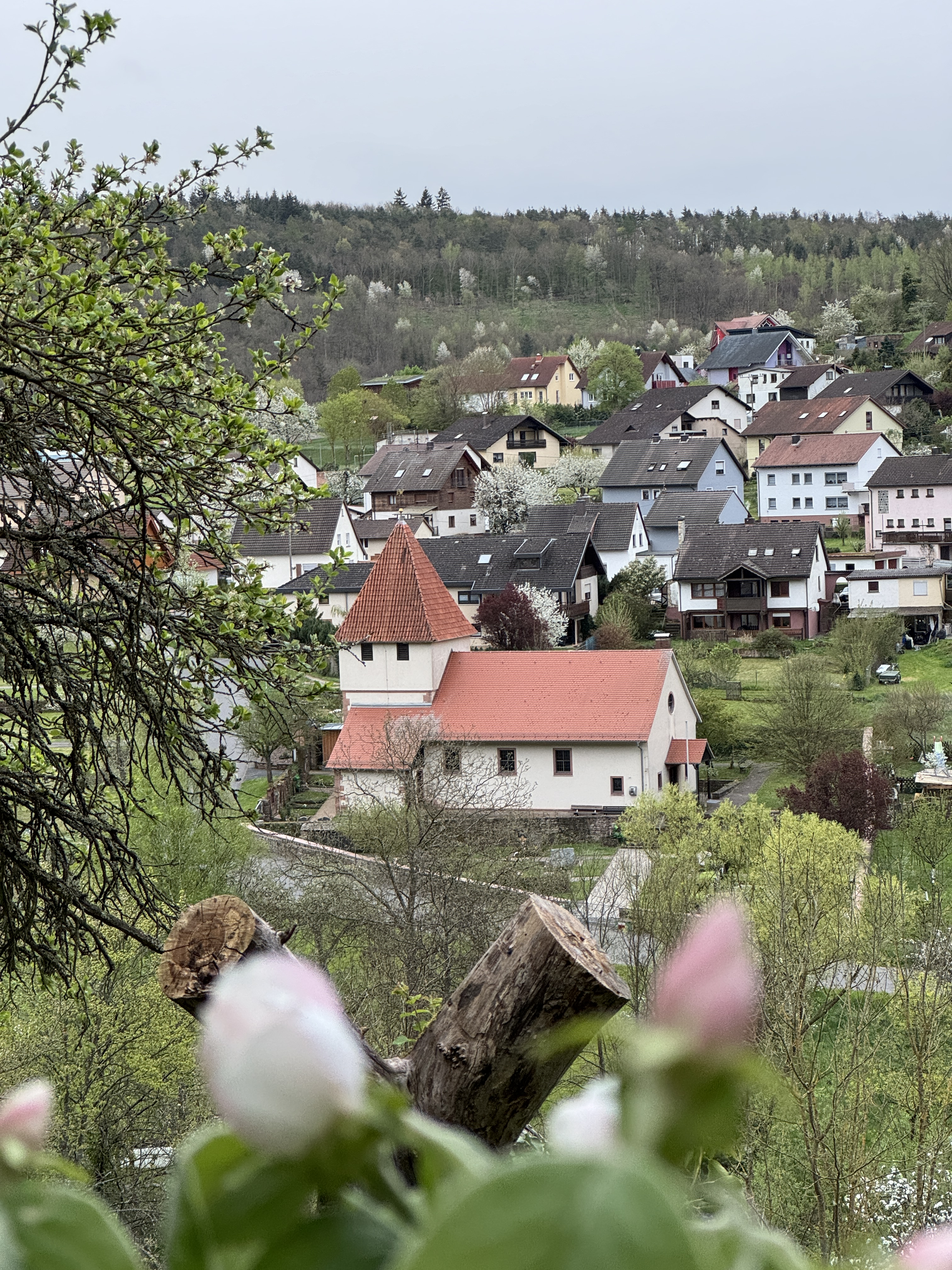
Petruskirche in Waldenhausen

Die evangelische Petruskirche ist die Pfarrkirche von Waldenhausen, einer Ortschaft der Großen Kreisstadt Wertheim im Main-Tauber-Kreis in Baden-Württemberg. Das Simon Petrus geweihte Bauwerk ist beim Landesamt für Denkmalpflege Baden-Württemberg als Baudenkmal eingetragen. Die Kirchengemeinde gehört zum Kirchenbezirk Wertheim der Evangelischen Landeskirche in Baden.

## Beschreibung

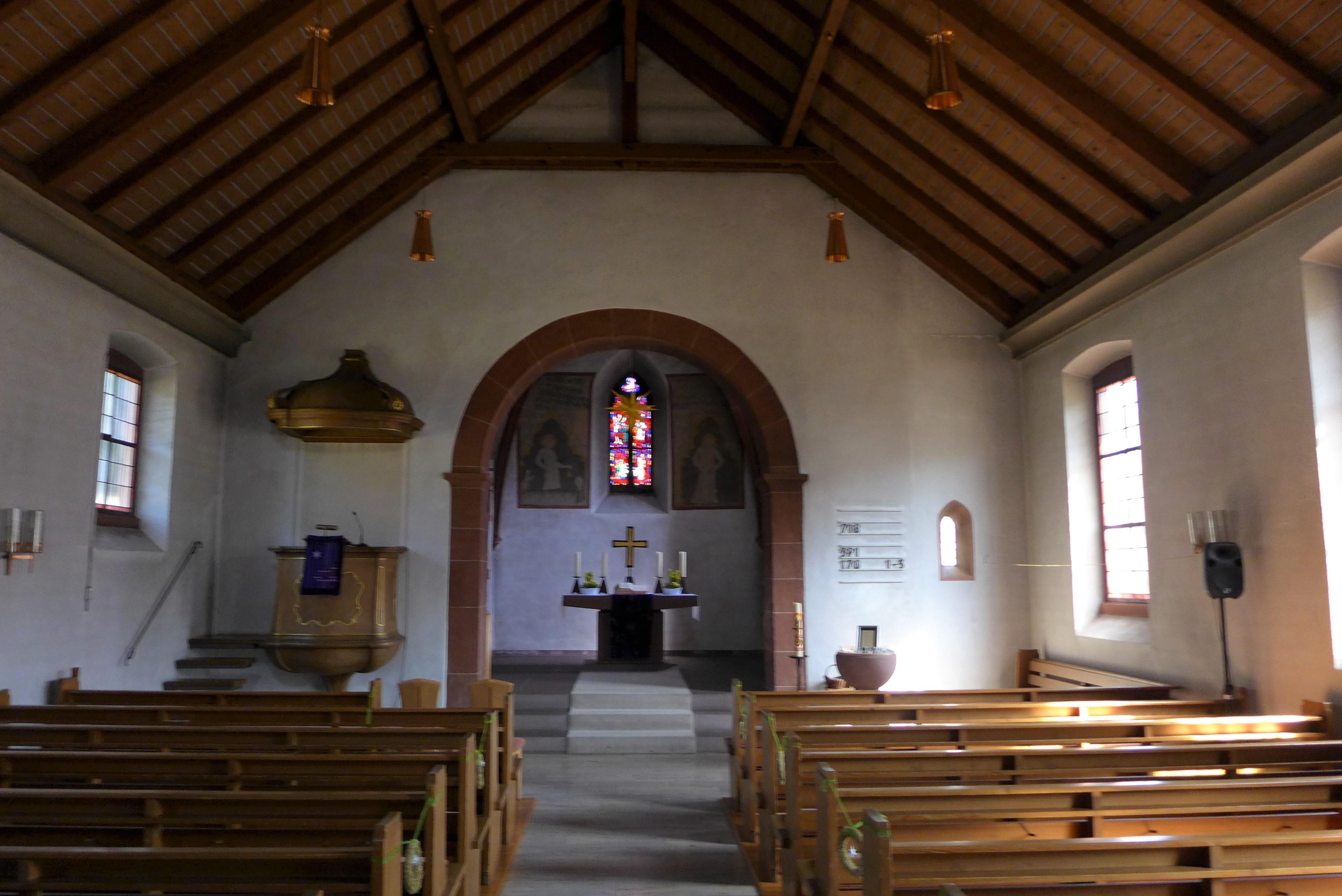
Blick zum Chor

Die Saalkirche geht auf eine Wehrkirche zurück, deren Chorturm im Osten des Langhauses im 13./14. Jahrhundert entstanden ist. Er wurde später mit einem Geschoss für den Glockenstuhl aufgestockt und mit einem Pyramidendach bedeckt. Das Langhaus wurde im Laufe der Jahrhunderte mehrfach umgebaut, letztmalig 1968.

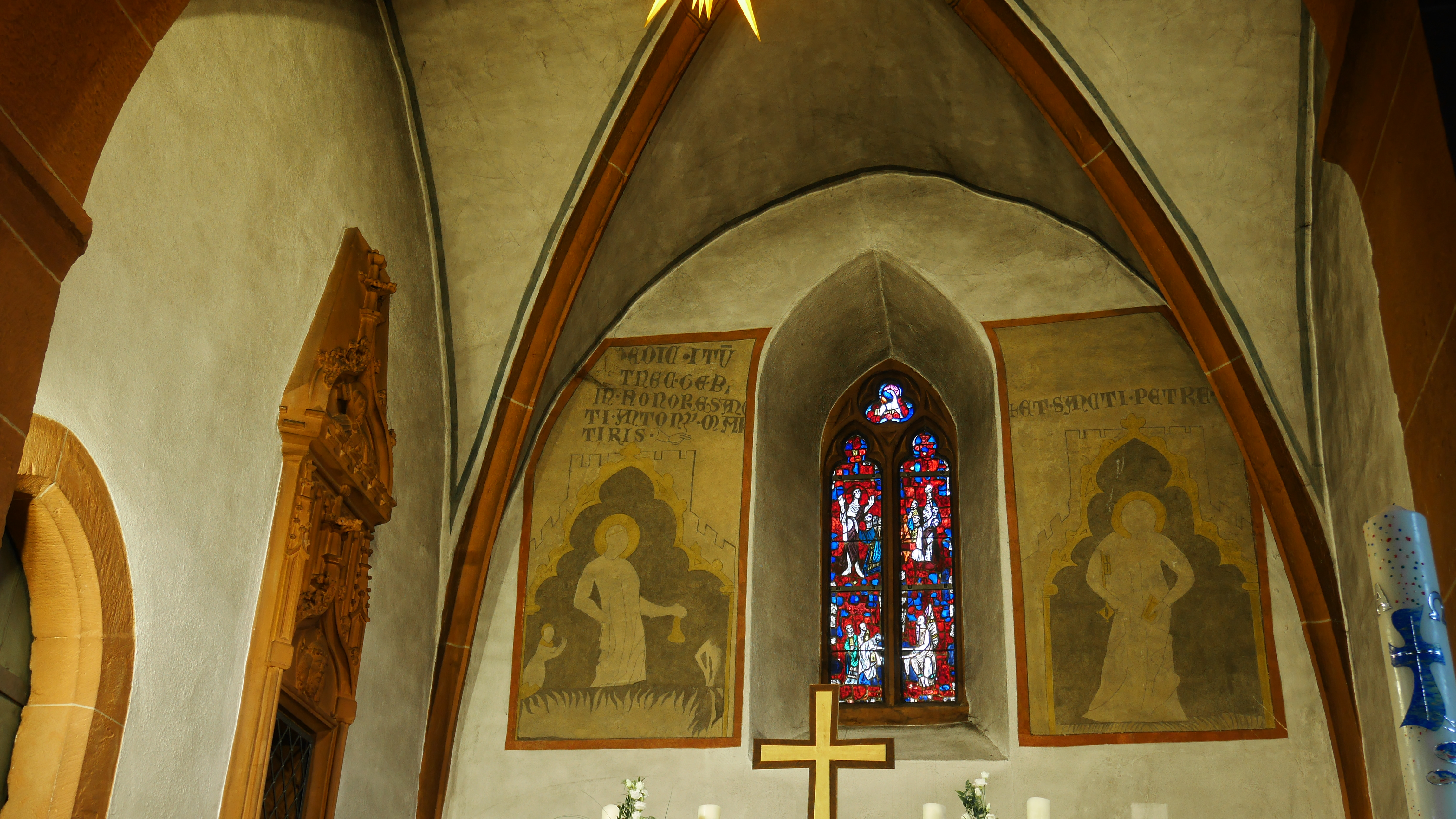
Fresken

Der Innenraum des Erdgeschosses des Chorturms, also der Chor, ist seit dem 15. Jahrhundert mit einem Kreuzrippengewölbe überspannt. An seiner Ostwand sind Reste von Wandmalereien aus dem 14. Jahrhundert vorhanden, auf denen der heilige Antonius von Rom und der Apostel Petrus zu erkennen sind. Auf dem Antonius-Fresko steht:
DEDICATVM EST HOC TEMPLVM IN HONOREM SANCTI ANTONII MARTIRIS
„Gewidmet ist dieser Tempel zu Ehren des heiligen Märtyrers Antonius“
Die Inschrift setzt sich gegenüber auf dem Petrus-Fresko fort:
ET SANCTI PETRI
„und des heiligen Petrus.“